# Wayne Dockery

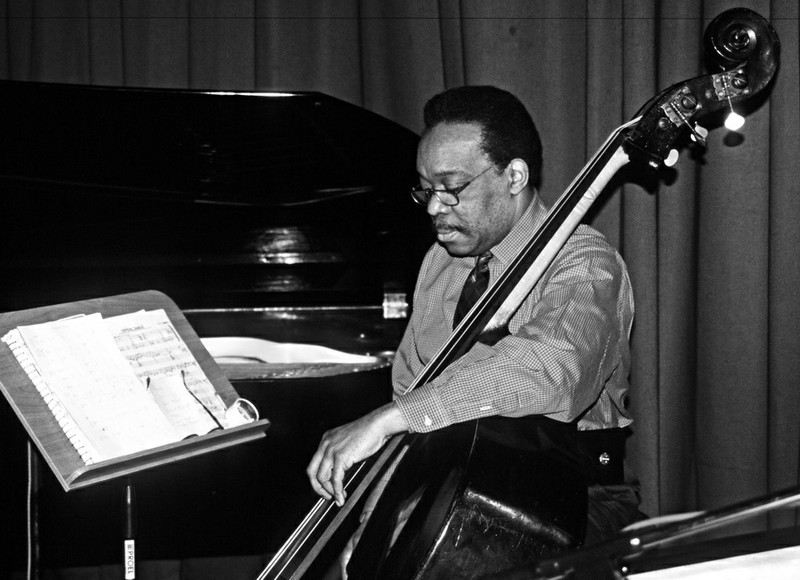
Wayne Dockery auf dem Jazzfestival St. Ingbert 1990

Wayne Dockery (* 26. Juni 1941 in Camden, New Jersey; † 12. Juni 2018) war ein US-amerikanischer Jazz-Bassist.

## Leben und Wirken
Dockery, der einer Musikerfamilie entstammte, sein älterer Bruder war der Pianist Sam Dockery, studierte klassische Musik und leitete in den frühen 1960er-Jahren eine eigene Jazzband. Nach dem Armeedienst als Tubaspieler in Vietnam studierte er Geschichte und Mathematik. Daneben arbeitete er als Taxifahrer und begann wieder, Kontrabass zu spielen.
1971 wurde er Mitglied von Art Blakeys Jazz Messengers; daneben arbeitete er mit Sonny Rollins, Freddie Hubbard, Sonny Stitt, George Benson, Billy Higgins, Joe Henderson, Stanley Turrentine, Woody Shaw, Randy und Michael Brecker, Hal Galper, (Live at the Berlin Philharmonic 1977), Cedar Walton, Bobby Timmons, George Coleman, John Scofield und Elvin Jones und unternahm 1979 mit Stan Getz eine Tournee durch Brasilien. Nach seiner Rückkehr nach New York gründete er die Band Wayne Dockery Con Alma.
Anfang der 1990er-Jahre ging Dockery nach Paris, wo er mit den Quartetten von Archie Shepp und Sonny Fortune arbeitete. Mit Emery Davis und Benoit Gil gründete er das DDG Pocket Trio; auch begleitete er Kirsti Alho.